# 베스 타우세인트
베스 투산트(Beth Toussaint, 1962년 9월 25일 ~ )는 미국의 배우, 모델이다.
캘리포니아주에서 태어났다.

## 출연 작품
- 나이트 플라이트 (2005년)
- 스크림 3 (2000년)
- 포트리스 2 (1999년)
- 살인 기지 (1994, Breach of Conduct)
- 샤도우체이서 2 (1994년)
- 악몽의 섬 (1992년)
- 위험한 관계 (1991년)

### 텔레비전
- 달라스 (1978년)
- 더 영 앤 더 레스트리스 (1973년)